# أوزان الشعر الفارسي
الأوزان الفارسية هي أنماط من المقاطع الطويلة والقصيرة، يتراوح طولها بين 10 إلى 16 مقطعًا، وتستخدم في الشعر الفارسي. وهي متأثرة بشدة ببحور الشعر العربي.
على مدى الألف عام الماضية تمتعت اللغة الفارسية بأدب غني، وخاصة الشعر . حتى ظهور الشعر الحر في القرن العشرين، كان هذا الشعر دائمًا كميًا - أي أن الأسطر كانت تتألف من أنماط مختلفة من المقاطع الطويلة والقصيرة. وتُعرف الأنماط المختلفة بالبحور أو الأوزان. إن معرفة القياس ضرورية لشخص ما ليتمكن من تلاوة الشعر الفارسي بشكل صحيح - وفي كثير من الأحيان أيضًا، نظرًا لأن الحروف المتحركة القصيرة لا تُكتب بالخط الفارسي ، لنقل المعنى الصحيح في حالات الغموض. وهو مفيد أيضًا لمن يحفظ الأبيات.
لقد حُللت بحور الشعر الفارسي تقليديًّا من حيث بحور الشعر العربي، والتي كان من المفترض أنها تكيفت منها. ومع ذلك، فقد أصبح من المعترف به في السنوات الأخيرة أن الأوزان الفارسية تطورت لاحقًا بشكل مستقل عن الأوزان العربية، وكانت هناك حركة لتحليلها وفقًا لشروطها الخاصة، وحصل ذلك بعد سقوط الخلافة العباسية، وبداية انفصال الفرس عن العرب، حيث حكم الطرفين سلالات تركية منفصلة، فأصبحَت إيران تحت الحكم الصفوي، والعرب تحت الحكم العثماني؛ وكلاهما من أتراك آسيا الوسطى.
من السمات غير العادية في الشعر الفارسي والتي لا توجد في الشعر العربي أو اللاتيني أو اليوناني القديم أنه بدلاً من وجود مقطعين لفظيين (قصير وطويل)، هناك ثلاثة أطوال (قصير، وطويل، وطويل جدًا). يمكن استخدام المقاطع الطويلة بدلاً من مقطع طويل بالإضافة إلى مقطع قصير.
لم تُستخدم الأوزان الفارسية في الشعر الفارسي الكلاسيكي فحسب، بل أخذ عنها الشعر التركي في العصر العثماني، وفي الشعر الأردي في عهد سلاطنة المغول. من الواضح أن شعراء تركيا والهند نسخوا الأوزان الفارسية، وليس العربية، من حقيقة أنه، كما هو الحال مع الشعر الفارسي، يتم تجنب الأوزان الأكثر استخدامًا في الشعر العربي ( الطويل ، الكامل ، الوافر والبسيط )، في حين أن الأوزان الأكثر استخدامًا في الشعر الغنائي الفارسي هي بالضبط تلك الأكثر شيوعًا في التركية والأردية.

## فهرس
- Bashiri, Iraj (1979). "Hafiz' Shirazi Turk: A Structuralist's Point of View", The Muslim World, LXIX, 979, pp. 178–97, 248–68. (alternative link)
- Blochmann, Henry (1872). The Prosody of the Persians according to Saifi, Jami, and other Writers. Calcutta.
- Browne, E. G. (1908–). A Literary History of Persia. Cambridge. (4 volumes)
- De Blois, François (1994). Persian Literature: A Bio-Bibliographical Survey, vol 5. Royal Asiatic Society.
- Deo, Ashwini; Kiparsky, Paul (2011). "Poetries in Contact: Arabic, Persian, and Urdu". In Maria-Kristina Lotman and Mihhail Lotman ed. Proceedings of International Conference on Frontiers in Comparative Metrics, Estonia, pp. 147–173.
- Elwell-Sutton, L.P. (1975). "The Foundations of Persian Prosody and Metrics". Iran, vol 13. (Available on JSTOR.)
- Elwell-Sutton, L.P. (1976). The Persian Metres. Cambridge University Press.
- Elwell-Sutton, L.P. (1986). "ʾAruz". Encyclopaedia Iranica.
- Farzaad, Masuud (1942). The Metre of the Robaaii. Tehran
- Farzaad, M. (1967). Persian poetic meters: a synthetic study. Leiden: Brill
- Hayes, Bruce (1979). "The rhythmic structure of Persian verse." Edebiyat 4, 193–242.
- Heny, Jeannine Marie (1981). Rhythmic Elements in Persian Poetry. University of Pennsylvania, Ph.D. Dissertation.
- Hosseini, Seyed Ayat (2014) "The Phonology and Phonetics of Prosodic Prominence in Persian" Ph.D. Dissertation.
- Mahdavi Mazdeh, Mohsen (2017). "The quantitative nature of meters in Persian folk songs and pop song lyrics". Paper presented at the First North American Conference on Iranian Linguistics (NACIL1). Stony Brook, NY.